# Línea T18 (Metro de Estocolmo)
La línea T18 es una de las siete líneas que componen el metro de Estocolmo. Es la más antigua de la ciudad, inaugurada el 1 de octubre de 1950, y consta de 18,6 kilómetros y 23 estaciones.

## Estaciones
- Alvik
- Kristineberg
- Thorildsplan
- Fridhemsplan
- St. Eriksplan
- Odenplan
- Rådmansgatan
- Hötorget
- T-Centralen
- Gamla stan
- Slussen
- Medborgarplatsen
- Skanstull
- Gullmarsplan
- Skärmarbrink
- Blåsut
- Sandsborg
- Skogskyrkogården
- Tallkrogen
- Gubbängen
- Hökarängen
- Farsta
- Farsta strand